# Користування надрами
Користування надрами

## Користувачі надр
Користувачами надр можуть бути підприємства, установи, організації, громадяни України, а також іноземні юридичні особи та громадяни.

## Види користування надрами
Надра надаються у користування для:
- геологічного вивчення, в тому числі дослідно-промислової розробки родовищ корисних копалин загальнодержавного значення;

- видобування корисних копалин;

- будівництва та експлуатації підземних споруд, не пов'язаних з видобуванням корисних копалин, у тому числі споруд для підземного зберігання нафти, газу та інших речовин і матеріалів, захоронення шкідливих речовин і відходів виробництва, скидання стічних вод;

- створення геологічних територій та об'єктів, що мають важливе наукове, культурне, санітарно-оздоровче значення (наукові полігони, геологічні заповідники, заказники, пам'ятки природи, лікувальні, оздоровчі заклади та ін.).

## Терміни користування надрами
Надра надаються у постійне або тимчасове користування.
Постійним визнається користування надрами без заздалегідь встановленого строку.
Тимчасове користування надрами може бути короткостроковим (до п'яти років) і довгостроковим (до двадцяти років). У разі необхідності строки тимчасового користування надрами може бути продовжено.
Перебіг строку користування надрами починається з дня одержання спеціального дозволу на користування надрами, якщо в ньому не передбачено інше.

## Надання надр у користування
Надра надаються у користування підприємствам, установам, організаціям і громадянам лише за наявності у них спеціального дозволу на користування ділянкою надр. Право на користування надрами засвідчується актом про надання гірничого відводу.
Користування надрами здійснюється без надання гірничого відводу чи спеціального дозволу у випадках, передбачених Кодексом України про надра.